# بخش هیکچسویل (شهرستان دفیئنس، اوهایو)
بخش هیکچسویل (به انگلیسی: Hicksville Township) یک منطقهٔ مسکونی در ایالات متحده آمریکا است که در شهرستان دفیانس، اوهایو واقع شده‌است.
 بخش هیکچسویل ۹۲٫۲ کیلومتر مربع مساحت و ۴٬۹۷۹ نفر جمعیت دارد و ۲۳۰ متر بالاتر از سطح دریا واقع شده‌است.